# Єльниково (Гірськомарійський район)
Є́льниково (рос. Ельниково, марій. Кожерла) — присілок у складі Гірськомарійського району Марій Ел, Росія. Входить до складу Виловатовського сільського поселення.

## Населення
Населення — 87 осіб (2010; 82 у 2002).
Національний склад (станом на 2002 рік):
- гірські марійці — 93 %